# Sulby (rzeka)
Sulby – najdłuższa rzeka, o długości 18 km, na wyspie Man, swoje źródła ma na zboczach najwyższej góry na wyspie, Snaefellu. Rzeka płynie na północ, przez dolinę Sulby Glen, następnie zakręca na wschód. Do Morza Irlandzkiego uchodzi w okolicach miasta Ramsey.